# Fausto Lobo da Silva Brasil
Fausto Lobo da Silva Brasil (Curitiba, 19 de maio de 1910 — 15 de janeiro de 1992) foi um médico e político brasileiro.
Filho de Francisco Tibúrcio da Silva e de Gertrudes Lobo Brasil. Casou com Maria de Lourdes Gonçalves da Silva Brasil.
Foi deputado à Assembleia Legislativa de Santa Catarina na 4ª legislatura (1959 — 1963), na 6ª legislatura (1967 — 1971), na 7ª legislatura (1971 — 1975), e na 8ª legislatura (1975 — 1979)